# T-159
Tàu T-159 là một tàu tuần tiễu từng đặt trong biên chế của Quân chủng Hải quân, Quân đội nhân dân Việt Nam.

## Thông tin
T-159 là chiếc tàu duy nhất thuộc kiểu tàu tuần tiễu 40T (40 tấn) trong Quân chủng Hải quân được ghi chép lại.
Chiếc tàu tham gia vào cuộc Chiến tranh Việt Nam trong khoảng thời gian không quân và hải quân Hoa Kỳ tấn công nước Việt Nam Dân chủ Cộng hòa.
Năm 1973, tàu bị loại khỏi biên chế do hư hỏng nặng, không còn khả năng khôi phục.